# 內閣法
內閣法（日语：／ Naikakuhou ?）是日本的一部法律，規定了內閣的職權、組織、行政事務的分工以及監督各行政部門的一般方針。主管機關是內閣官房。

## 外部鏈接
- 內閣法 （页面存档备份，存于）